# 샤 슈자 두라니
샤 슈자 두라니(1785년 ~ 1842년)는 1803년부터 1809년, 1839년부터 1842년까지 두라니 제국을 다스린 군주이다. 티무르 샤 두라니의 아들이다. 